# Sebastian Hofmann
Sebastian Hofmann (* 12. September 1983 in Sinsheim) ist ein ehemaliger deutscher Fußballspieler.

## Karriere
Nachdem Hofmann 2002 von der Jugend des Karlsruher SC zur TSG 1899 Hoffenheim wechselte, absolvierte er 2003 sein erstes Spiel für die erste Mannschaft der TSG in der drittklassigen Regionalliga Süd. 2006 wechselte er innerhalb der Liga zur zweiten Mannschaft des VfB Stuttgart. Mit dem Team qualifizierte er sich 2008 für die neue eingleisige 3. Liga. Sein Profidebüt gab Hofmann am 26. Juli 2008 am ersten Spieltag der Saison 2008/09 gegen Kickers Offenbach. In seinem ersten Profijahr kam der Stürmer regelmäßig zum Einsatz und erzielte bei 23 Einsätzen sechs Tore. Im Jahr darauf war er noch als Einwechselspieler dabei.
Zur Saison 2010/11 wechselte Hofmann zum Zweitligisten FC Ingolstadt 04. Nach nur einer Saison, in der er 14 Ligaspiele (drei Tore) absolvierte, ging er im Sommer 2011 in die 3. Liga zum SSV Jahn Regensburg. Nach einer langwierigen Bänderverletzung kam er in der Hinrunde nur einmal zum Einsatz und zog sich im Wintertrainingslager eine Ellenbogenverletzung zu, die ihn auch in der Rückrunde nur einmal spielen ließ. Am Saisonende schaffte der Verein über die Relegation den Aufstieg in die 2. Bundesliga. Dort kam Hofmann zu neun Einsätzen; nach dem sofortigen Wiederabstieg wurde sein Vertrag in Regensburg im Sommer 2013 nicht mehr verlängert. Daraufhin schloss er sich dem Oberligisten FC Nöttingen an. Mit den Badenern nahm er am DFB-Pokal teil (0:2 gegen den FC Schalke 04) und wurde er in seiner ersten Saison Dritter in der Oberliga Baden-Württemberg. Durch den Rückzug des Zweitplatzierten TSV Grunbach und die damit verbundene Teilnahme an der Aufstiegsrelegation gelang dem FC Nöttingen durch einen Sieg gegen den FSV Salmrohr (Vizemeister der Oberliga Rheinland-Pfalz/Saar) der Aufstieg in die Regionalliga Südwest. Allerdings musste Hofmann im Jahr danach direkt wieder den Abstieg in die Oberliga hinnehmen. Im selben Jahr gewann er den BFV-Pokal, der die Nöttinger zur Teilnahme am DFB-Pokal 2015/16 qualifizierte. Nach dieser Saison trennten sich allerdings die Wege von Hofmann und dem FC Nöttingen wieder, weshalb er an der Erstrunden-Partie gegen den FC Bayern München nicht teilnahm.
Nach zwei weiteren Spielzeiten beim GSV Maichingen in der Landesliga beendete Hofmann seine aktive Karriere.

## Erfolge
- Aufstieg in die 2. Bundesliga 2012 mit Jahn Regensburg